# 敘利亞-瑪拉巴禮天主教代利傑里總教區
敘利亞-瑪拉巴禮天主教代利傑里總教區（拉丁語：Archieparchia Tellicherriensis）是東儀天主教的一個總教區（敘利亞－瑪拉巴禮），下轄三個教區。
1953年12月31日設立代利傑里教區，1995年5月18日升為總教區。
總教區位於印度南部喀拉拉邦北部，包括卡薩拉果德縣和坎努爾縣。2010年有教友307,682名，佔轄區總人口百分之8.1。由401名司鐸名管理234個堂區。現任總主教為喬治·瓦利亞默達姆。